# Doris Kloster
Doris Kloster est une photographe, éditrice, peintre et cinéaste américaine. Elle a notamment étudié l'histoire de l'art de 1978 à 1983 à l'Université de Boston, à l'Université Louis-et-Maximilien de Munich et à l'Art Institute de Boston. Kloster a ensuite obtenu un Master en arts plastiques à l'Université de New York, où elle a étudié de 1995 à 1998. Depuis 1983, elle travaille aux USA (New York) et en Europe (Paris, Londres, Milan). Elle est cofondatrice et rédactrice en chef du magazine culturel FAD. Depuis 1987, ses œuvres ont été présentées à plusieurs reprises lors d'expositions aux États-Unis, en Europe et en Asie. Kloster a en outre réalisé des photographies de pochettes pour de nombreux enregistrements tels que Heartbeat City de The Cars, et des disques de Foreigner, Lovelies et Lydia Lunch.
Les premières photographies d’art de Doris Kloster sont des images sacrées prises dans des églises baroques allemandes. En 1987, elle commence à documenter dans ses photographies la scène BDSM et trans new-yorkaise, puis à réaliser diverses séries photographiques et films expérimentaux sur le thème du BDSM et du fétichisme. Son adaptation photographique d'Histoire d'O est publiée en 2000, avec une introduction de Jean-Jacques Pauvert. Les 50 photographies couleur du livre ont été prises in situ en France, notamment au Château de Saint-Loup et à la Conciergerie à Paris. En 2001, elle est présidente du jury international du 13e Festival du Court Métrage de Clermont-Ferrand, dont l'une des rétrospectives se concentre sur le BDSM et le fétichisme et inclut deux de ses films.
Kloster a aussi conçu et organisé une série d'expositions présentant des autoportraits d'artistes contemporaines internationales, intitulée She Views Herself. Les expositions ont été présentées de 2012 à 2014 dans différents lieux parisiens, notamment à la Galerie Sator, à la banque privée Oddo & Cie, au Salon Paul Ricard, au siège d'Air France esplanade des Invalides ainsi qu'à la Galerie 6 Mandel. Son travail pour la reconnaissance des femmes artistes a incité le National Museum of Women in the Arts à Washington à l'inviter à devenir membre de son conseil consultatif national.
Les livres et les œuvres de Kloster figurent dans les collections de nombreux musées et bibliothèques, dont celles de la Bibliothèque nationale de France à Paris, de la bibliothèque Schlesinger du Harvard Radcliffe Institute à Cambridge (Massachusetts), du Schwules Museum à Berlin et du Bishopsgate Institute à Londres. Le travail de Doris Kloster est cité dans plusieurs écrits académiques,, notamment en introduction du livre Sexually Explicit Art, Feminist Theory, and Gender in the 1970s de Christian Liclair qui  utilise les deux éditions de l'exposition Coming to Power : 25 Years of Sexually X-Plicit Art by Women comme point de depart pour montrer l'importance continue de l'art féministe des années 1970.

## Livres photo
- Doris Kloster Photographs, Cologne : Benedikt Taschen Verlag, 1995,  (ISBN 3-8228-8875-3)
- Doris Kloster: Forms of Desire, New York : St. Martin's Press, 1998,  (ISBN 0-312-19414-5) [avec une préface de Pat Califia ; le volume contient les cinq séries Sadean Women, Ritual Love, Obscure Objects of Desire, Divine Androgyne et Ecstatic Theater
- The Illustrated Story of O. Photographs by Doris Kloster. With extracts from the original text by Pauline Réage. New York : St. Martin's Press, 2000,  (ISBN 0-312-26605-7)
- Doris Kloster's Demimonde, a visual exploration of fetish. New York : Thunder's Mouth Press, 2002,  (ISBN 1-56025-406-8)

## Expositions majeures

### Expositions individuelles
- 2003 Doris Kloster, Donostia/San Sebastián, Espagne[22]
- 2003 Victoire, Red Army Museum, Moscou
- 2001 Histoire O, Galeria de Arte Pi & Margall, Photo Espana, Madrid[22]
- 2001 Rituels de l'amour, Galerie Gastaud, Clermont-Ferrand, France
- 1997 New Work, Jessica Fredericks Gallery, New York City[23]
- 1996 El Ojo También, Centro de Fotografía, Santa Cruz Tenerife, Espagne
- 1994 Doris Kloster, Pheromone Gallery, Los Angeles
- 1994 Doris Kloster, Dituri & David Gallery, New York City
- 1992 Temptation, PPS Gallery, Berlin[24]

### Expositions collectives
- 2023 Escaping Demarcation, DMZ Art Festival, Seokjang-Ri Art Museum, Corée du Sud
- 2019 Desires of the Collective Unconscious, 99° Art Center (99°藝術中心) Taipei City, Taïwan
- 2016 Coming to Power: 25 Years of Sexually X-Plicit Art by Women, Maccarone, New York[25]
- 2014 Forests for Fashion, Exhibition at Forestry and Timber Section, UN Economic Commission for Europe, Genève
- 2013 She Views Herself: Emerging Women Artists and the Self-Portrait, Oddo&Cie, Paris[26]
- 2012 She Views Herself: Emerging Women Artists and the Self-Portrait, Galerie Sator, Paris[27]
- 2011 Salon Exhibition, Huan Tie Times Art Museum. Beijing
- 2011 An American Summer in Paris, Mona Bismarck Foundation, Paris, conçue par Doris Kloster[28]
- 2011 DMZ Art Festival, Outdoor Exhibition Gallery at Seokjang-Ri Art Museum, Corée du Sud
- 2011 Phantoms & Nightmares, Historial de la Grande Guerre Museum, Péronne, et la Mission Arts Plastiques de la Ville de Beauvais, France[29]
- 2009 12 Hour Time Difference, Zero Field Projects Gallery, Beijing, conçue par Doris Kloster
- 2007 Link and Connection Future, Beijing Museum of Contemporary Art, Beijing
- 2004 The Sex Show, The Lotus Gallery, Bath, Angleterre
- 2003 Phantom of Desire, Neue Galerie Graz and Graz Museum, Autriche[30],[31],[32]
- 2002 TransCultural Exchange, The Fuller Museum of Arts, Brockton, Massachussets
- 1998 Augenlust, Erotische Kunst in 20. Jahrhundert, Kunsthaus Hannover, Allemagne[33]
- 1993 The Long Weekend, Trial Balloon Gallery, New York City
- 1993 Love in a Cold Climate (21st Century Sex), Dooley Le Cappellaine Gallery, New York City, conçue par Doris Kloster
- 1993 Coming to Power, David Zwirner Gallery, New York City[34]
- 1990 Total Metal, Simon Watson Gallery, New York City[35]